# Елена Гюркович
Елена Гюркович (на македонска литературна норма: Елена Ѓурковиќ) е политик от Социалистическа република Македония.

## Биография
Елена Гюркович е родена през 1924 г. в град Скопие. Преподава в Икономическия факултет на Скопския университет. Била е депутат в Събранието на СРМ и член на Университетския съвет на Скопския университет. В периода 1982-1986 е член на Изпълнителния съвет на СРМ. Умира на 5 август 2004 г. в Скопие.